# Fiat 127
Der Fiat 127 ist ein Kleinwagen des italienischen Fahrzeugherstellers Fiat, der von Frühjahr 1971 bis Anfang 1987 (zuletzt noch in Argentinien bis 1997) produziert wurde. Das Design stammt von Pio Manzù.

## Modellgeschichte

### Allgemeines

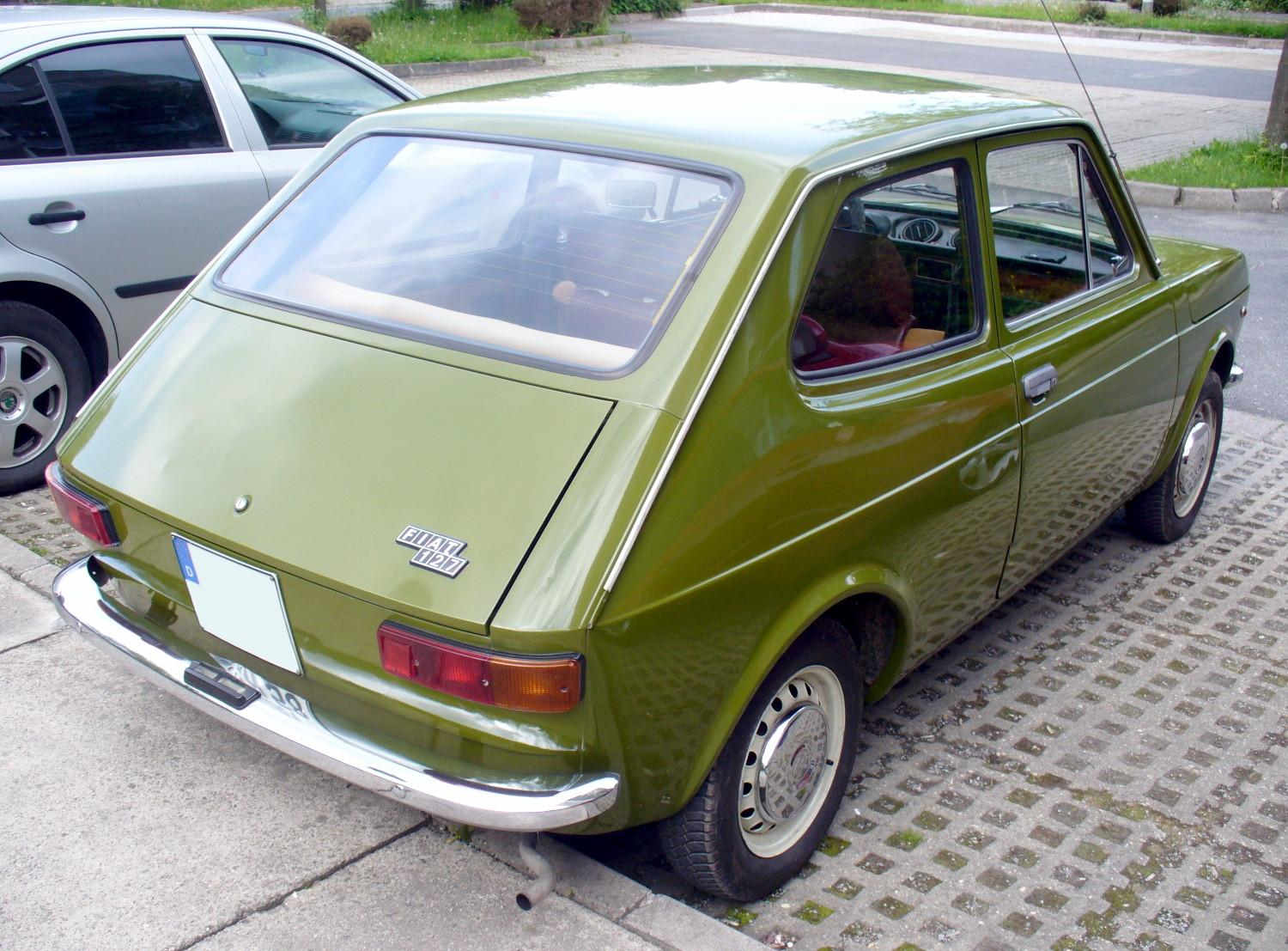
Heckansicht

Ende März 1971 lancierte Fiat als Nachfolger des Fiat 850 den mit Quermotor und Frontantrieb moderneren 127, eine Schräghecklimousine mit separatem Kofferraum. Ein Jahr nach Produktionsbeginn, nachdem der Renault 5 auf den Markt gekommen war, wurde eine Variante mit Heckklappe angeboten. Der 127 wurde zum „Auto des Jahres 1972“ gewählt und erreichte hohe Verkaufszahlen. Der auch in Deutschland angebotene vier- bzw. fünftürige Fiat 127 stammte aus der spanischen SEAT-Produktion.
Der Motor mit 903 cm³ Hubraum und einer Leistung von 34,5 kW (47 PS) bei 6200/min stammte aus der 850-Sport-Baureihe. Mit dreifach gelagerter Kurbelwelle und einer im Motorblock liegenden Nockenwelle (ohv) war er weniger modern als etwa der Motor des Fiat 128. Über ein vollsynchronisiertes Vierganggetriebe mit Knüppelschaltung trieb er die Vorderräder an. Das Getriebe war mit dem Differential verblockt und die Antriebswellen ungleich lang. In Deutschland wurde die Leistung des Motors mit 33 kW (45 PS) angegeben, um das Modell in einer günstigeren Versicherungsklasse einstufen lassen zu können. Der 127 hatte eine zweitürige, selbsttragende Karosserie, vorn an MacPherson-Federbeinen und Querlenkern einzeln aufgehängte Räder und Schraubenfedern, und hinten die damals bei Fiats Frontantriebsmodellen übliche Radaufhängung an Dämpferbeinen, trapezförmigen Querlenkern und einer Querblattfeder. Oktober 1974 folgte der 127 Special mit erweiterter Ausstattung.

### Modellpflege
Im Herbst 1977 erhielt der 127 eine umfassende Modellpflege mit Facelift. Seitdem verwies die hintere Fahrzeugsäule auf den Hofmeister-Knick. Weiter war die Innenausstattung überarbeitet, und eine Modellstaffelung in L, C und CL wurde eingeführt; angetrieben vom bisherigen 45-PS-Motor, den es in Deutschland auch in einer Normalbenzin-Version mit 29 kW (40 PS) gab, oder, im Falle des CL von einem neuen, 37 kW (50 PS) starken 1049-cm³-Vierzylindermotor. Alle Versionen hatten nun eine große Heckklappe, das Grundmodell 900 L war anfangs auch als Zweitürer erhältlich. Zudem kam die Transporterversion Fiorino mit höherem Dach ins Programm.
Anfang 1978 erschien der 127 Sport mit 51 kW (70 PS) starker Registervergaserversion des 1049-cm³-Motors (Doppelvergaser gab es nur beim aufgewerteten Sondermodell des Tuners Hörmann). Ab 1980 war das Modellangebot in die Ausführungen Special, Super und Sport gegliedert. Änderungen am Motor mit fünffach gelagerter Kurbelwelle und obenliegender, mit Zahnriemen angetriebener Nockenwelle betrafen einen neuen Leichtmetall-Zylinderkopf mit größeren Ein- und Auslassventilen, Nockenwellenprofil mit längeren Öffnungszeiten und einer Anhebung der Verdichtung von 9.3 auf jetzt 9.8:1. Der 127 besaß eine Auspuffanlage von Abarth mit doppeltem Endrohr. Weitere Maßnahmen umfassten eine Verstärkung des vorderen Stabilisators von 19 auf 21 mm, die Achsübersetzung wurde geringfügig verkürzt, und es wurden vordere Bremssättel vom Typ 128 eingebaut. Äußerlich war der 127 Sport am schwarzen Kühlergrill zu erkennen. Die Fahrleistungen sollen bei 160 km/h und die Beschleunigung 0–100 km/h bei 14 Sekunden gelegen haben.
Ab 1981 wurden in Italien unter der Bezeichnung 127 D und 127 Panorama aus Brasilien zugelieferte Diesel- und Kombiversionen des dortigen Fiat 147 verkauft. Mit 1,3 Litern Hubraum handelte es sich seinerzeit um den kleinsten Dieselmotor, der serienmäßig in einem Pkw eingebaut wurde. Der leichteste Pkw-Dieselmotor indes blieb jener des Peugeot 304 GL, der mit 100 kg den Fiat-Motor noch unterbot. Beim Motor des 127 D handelte sich um einen Zweistufen-Vorkammer-Dieselmotor nach Fiat-Patent, der einige Besonderheiten aufwies. Unter anderem war die Form des Hauptbrennraums ungewöhnlich, mit einer Ausbuchtung im Zylinderkopf und komplementärer Nase auf dem Kolbenboden. Die um 10 cm längere Karosserie und verstärkte Radaufhängung entsprach dem Fiat 147, der 30 Liter mehr Kofferraum (365 Liter) bot. Außerdem wurde der Diesel in einer Kombiversion Panorama angeboten.  

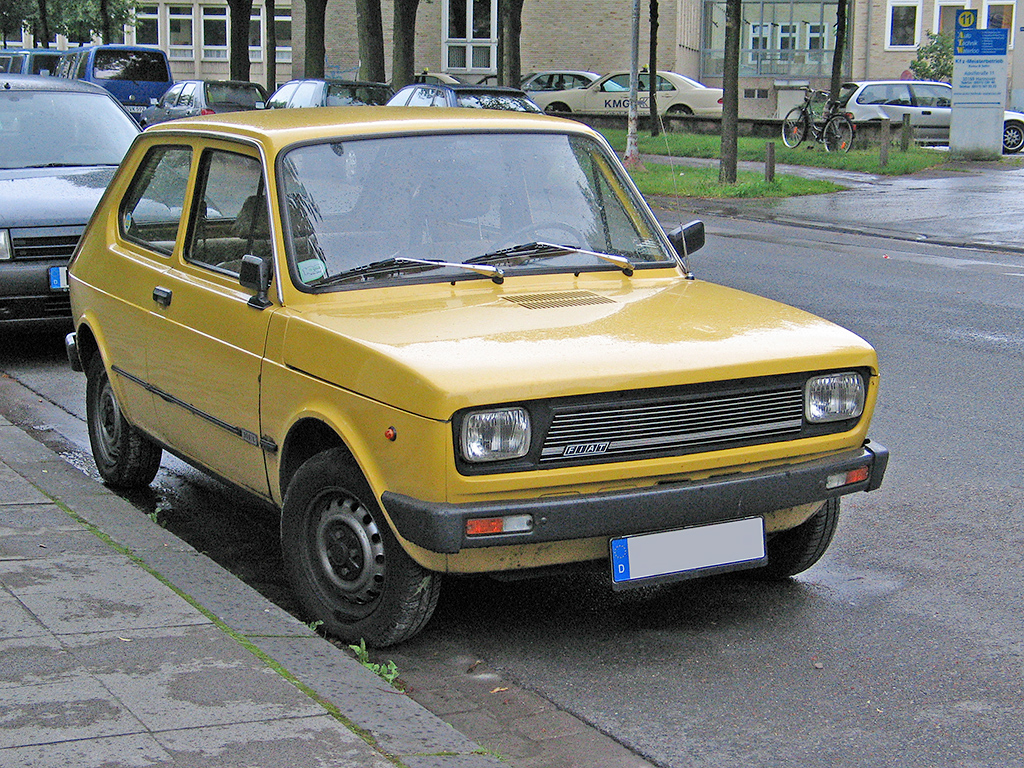
Fiat 127 (1977–1982)
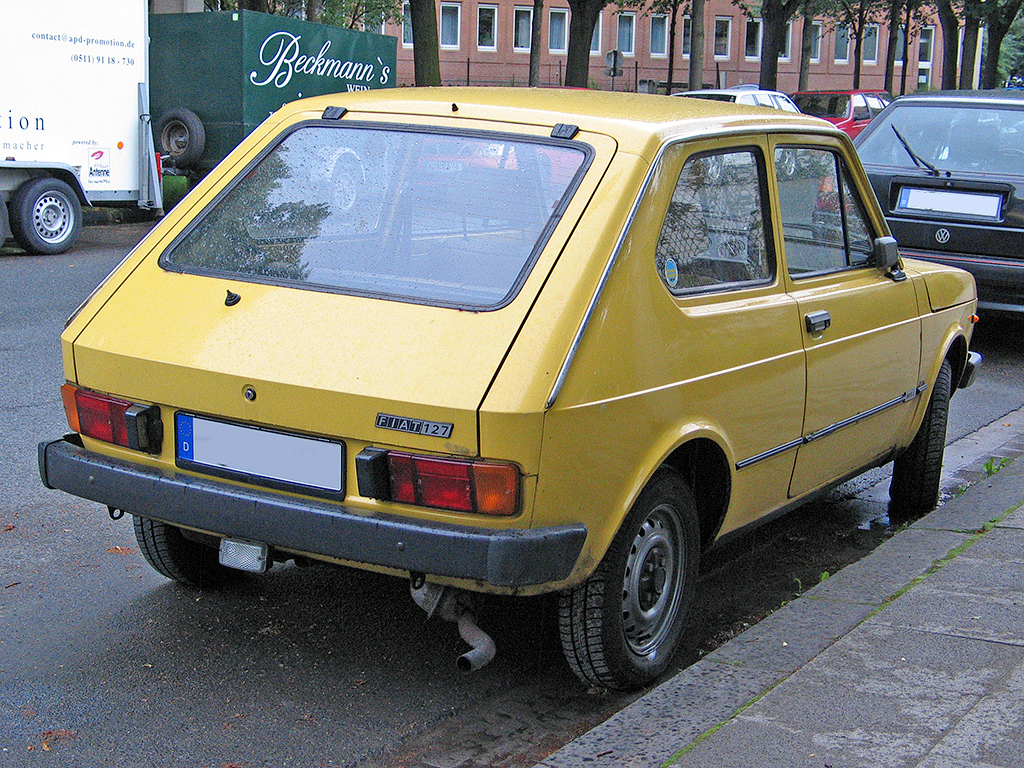
Heckansicht
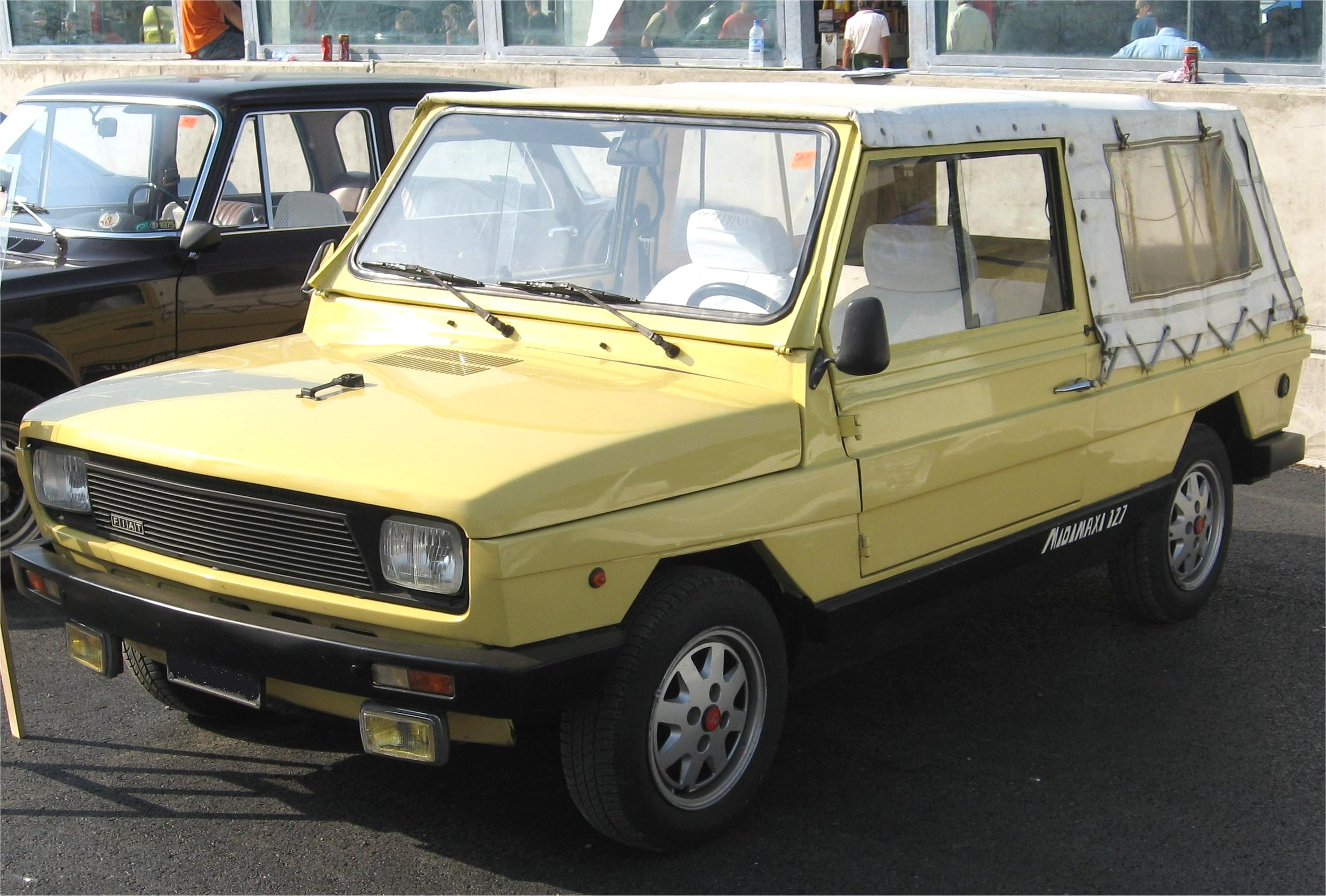
Fiat 127 Moretti Midimaxi (1978–1982)
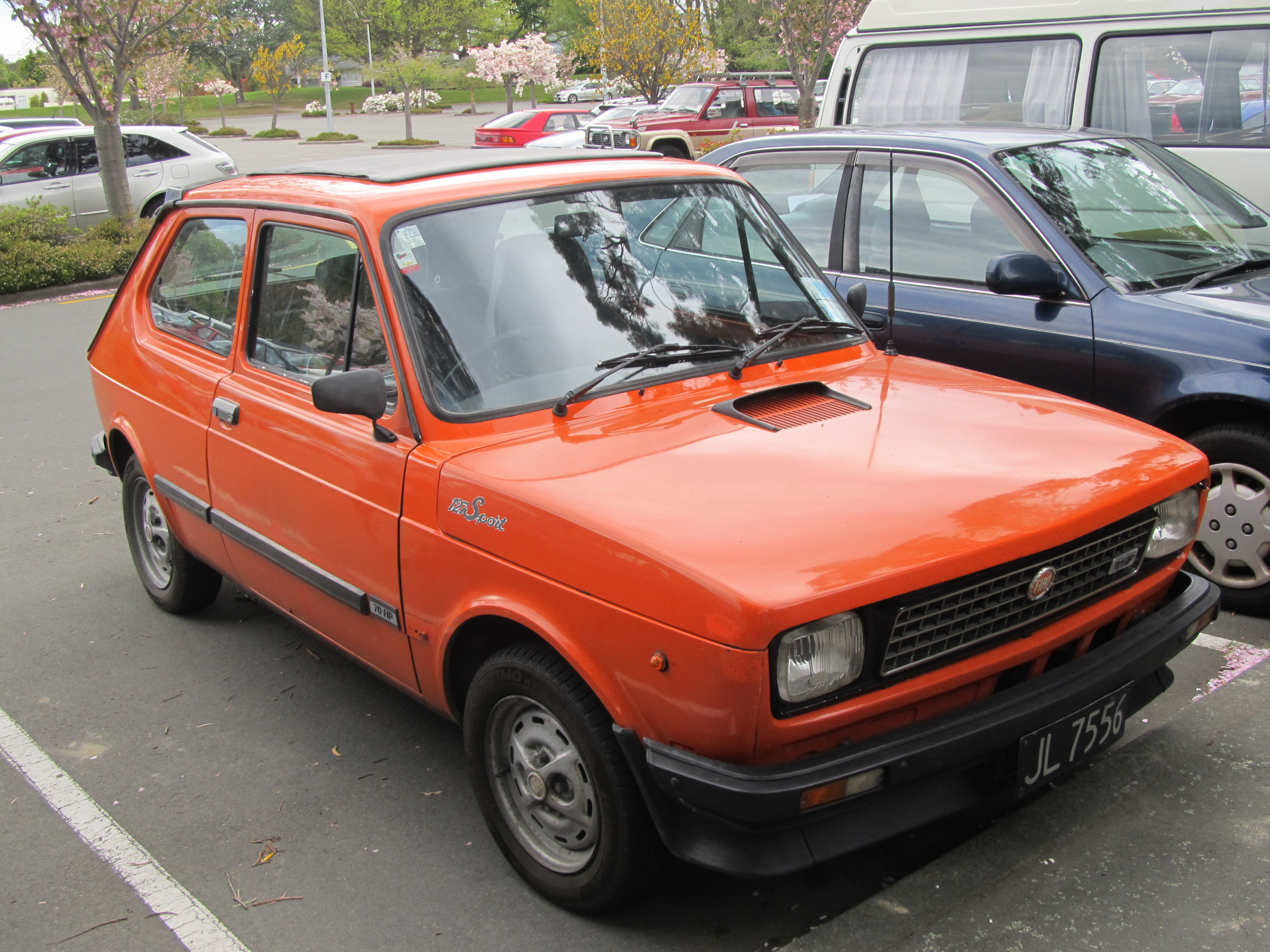
Fiat 127 Sport (1980)
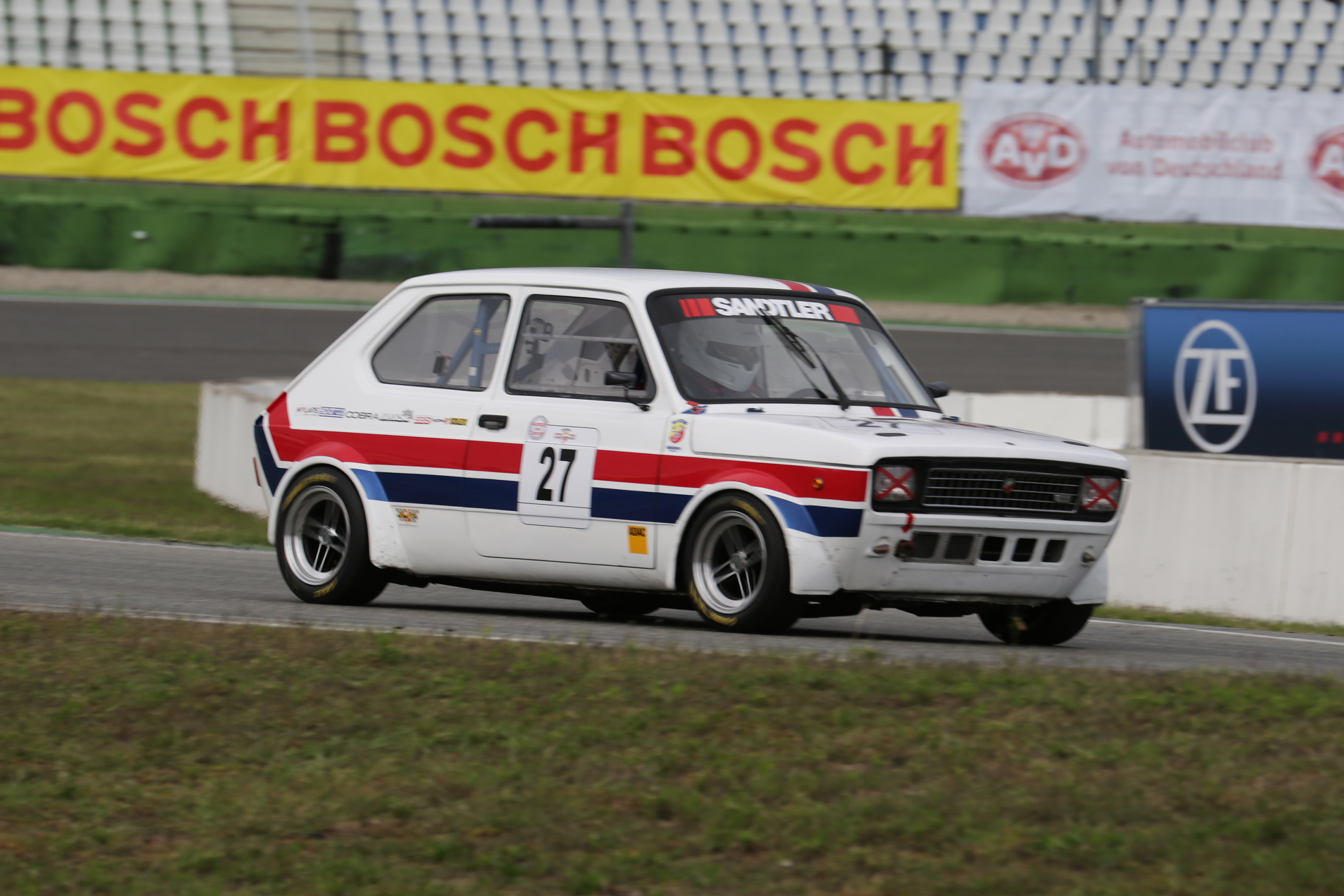
Fiat 127 Sport (Abarth) Rennversion

Anfang 1982 wurde der 127 erneut einem Facelift unterzogen. Zugleich erhielt der 127 Sport einen 1301-cm³-Motor mit 55 kW (75 PS).
Nach Einführung des Nachfolgers Uno im März 1983 blieb der 127 auf einigen europäischen Märkten in einer einzigen Version, als Limousine in der Ausstattung Super, bis zum Jahresanfang 1987 im Angebot. Insgesamt wurden vom 127 etwa 4,5 Millionen Stück verkauft.
Im Jahr 2005 waren in Deutschland noch ca. 300 Exemplare des 127 offiziell zugelassen, wobei sich diese Zahl auf die Baujahre von 1971 bis 1987 bezieht.

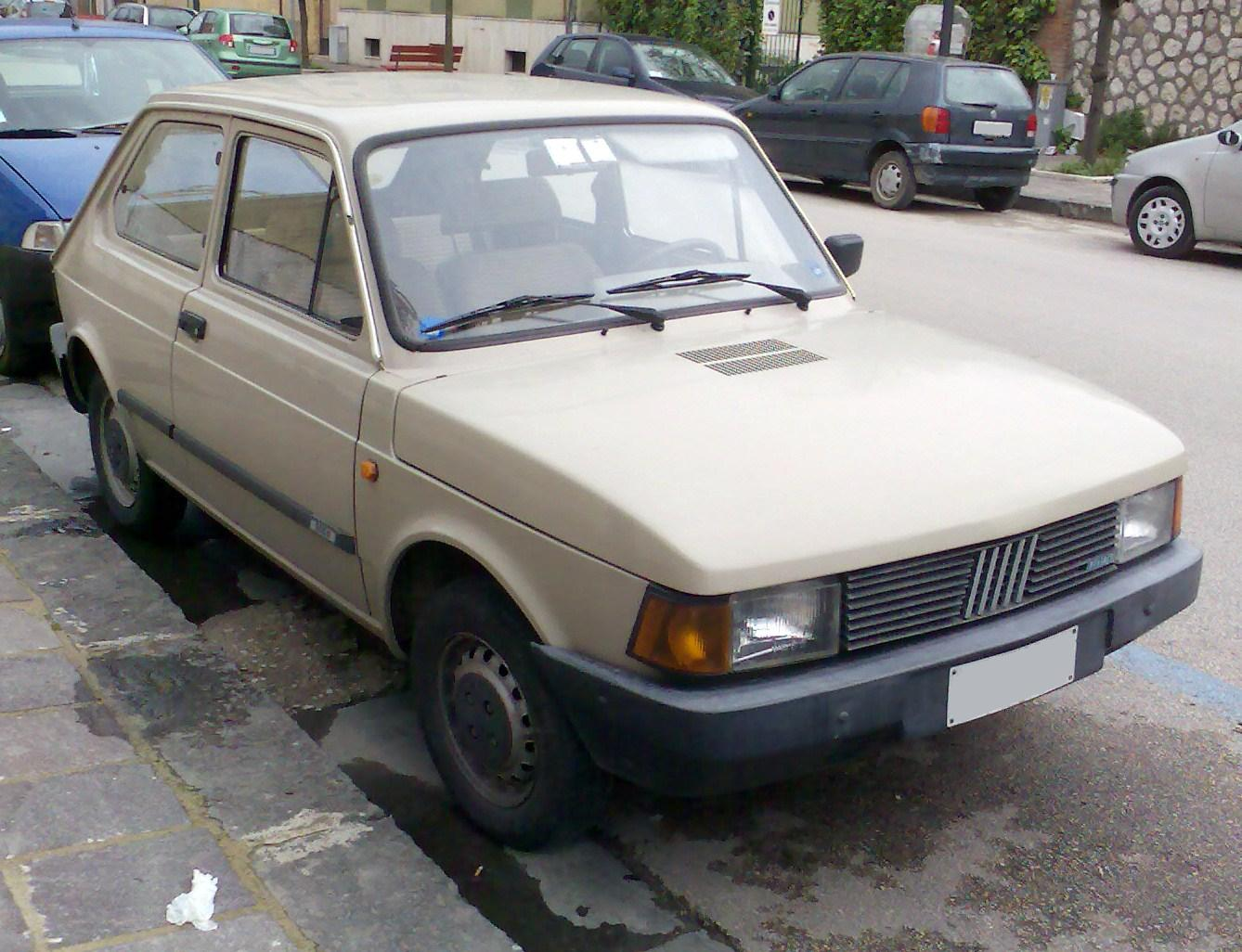
Fiat 127 (1982–1987)
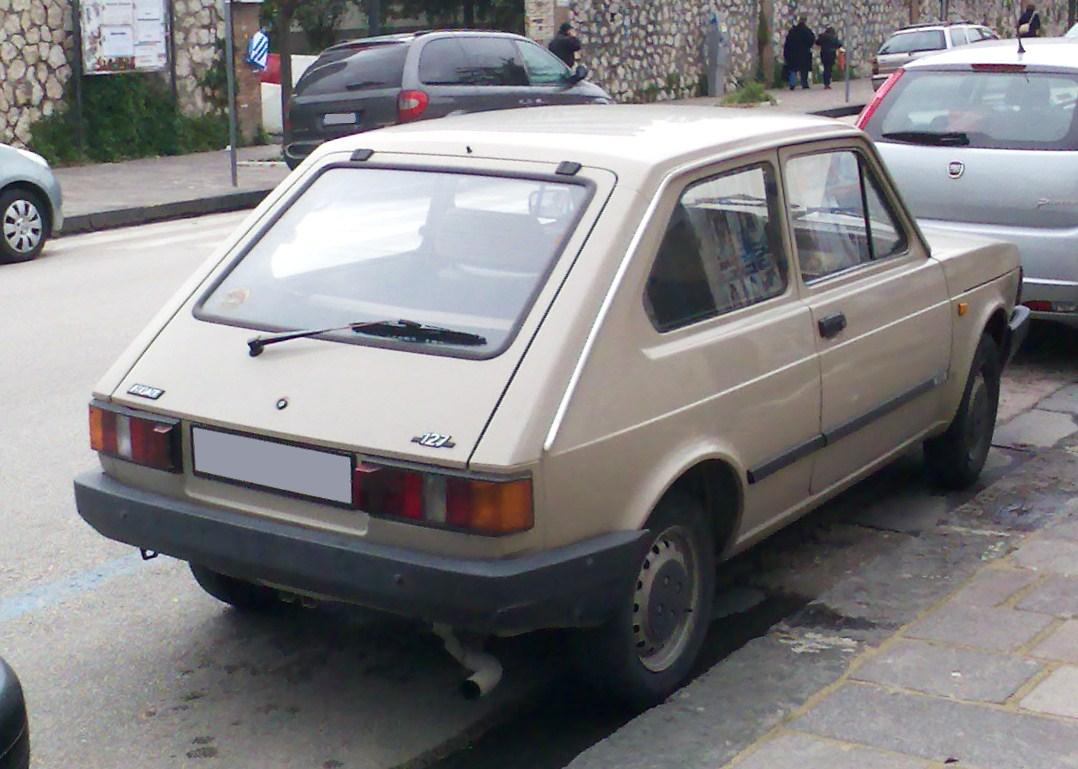
Heckansicht
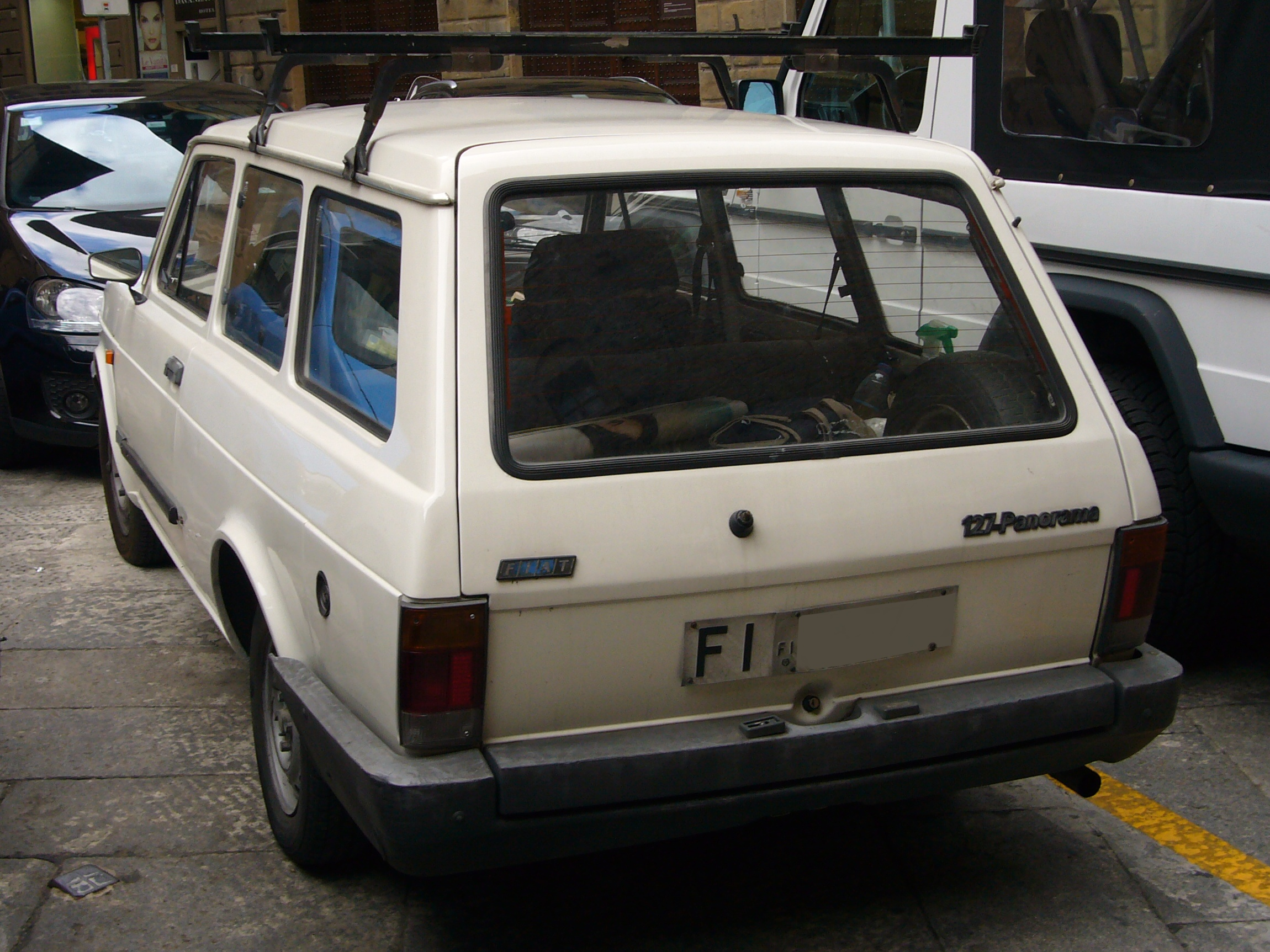
Fiat 127 Panorama (1982–1987)

## Der Fiat 127 in aller Welt
In Spanien wurde das Lizenzmodell Seat 127 hergestellt und dort zum Fünftürer weiterentwickelt. Die fünftürigen Wagen wurden außerhalb Spaniens als Fiat 127 vertrieben. Nach der Übernahme von Seat durch Volkswagen wurde die Modellbezeichnung in Seat Fura geändert.
Mit anderen Markenemblemen, aber sonst unverändert wurde er vom polnischen Fahrzeughersteller FSO bis 1987 als Polski Fiat 127p in Polen für den polnischen Binnenmarkt hergestellt und verkauft.
Ab Herbst 1976 wurde der Fiat 127 mit veränderter Front- und Heckpartie und dem 1049-cm³-Motor als Fiat 147 in Brasilien hergestellt.
Anfang 1978 folgte ein dem späteren Fiat Fiorino ähnlicher Lieferwagen mit Kastenaufbau namens 127 Moretti Midimaxi. Um mit den entsprechenden Versionen des Chevrolet Chevette mithalten zu können, brachte Fiat Brasilien (ebenfalls 1978) zusätzlich den 127 Rallye mit 45 kW (61 PS) starkem 1,3-Liter-Vierzylindermotor heraus. 1979 war der 127 mit neuem 1,3-Liter-Alkoholmotor 44 kW (60 PS) eines der ersten Autos der Nachkriegszeit, das mit reinem Alkohol betrieben werden konnte.
1980 erhielt der 147 ein Facelift und war in den Versionen L, GL, GLS und Rallye lieferbar (1050 cm³ oder 1,3-Liter für Benzin- oder Alkoholbetrieb oder 1,3-Liter-Dieselmotor). Zugleich erschien eine Panorama genannte Kombiversion.
1983 kam die besser ausgestattete und mit einer überarbeiteten Frontpartie versehene Variante Spazio ins Programm, dazu der Oggi, eine zweitürige Stufenheckversion. Der in Brasilien im August 1984 eingeführte Fiat Uno löste die 147-Varianten in der Folge nach und nach ab. 1986 endete die Fertigung der letzten Versionen nach insgesamt 1.169.312 Exemplaren.
In Argentinien begann 1981 Sevel Argentina mit der Fertigung eigener, auf dem brasilianischen Fiat 147 basierender Versionen, die erst 1995 beendet wurde. Produziert wurden Schräghecklimousinen unter den Bezeichnungen Fiat 147, 147 TR, 147 Sarpasso IAVA (eine Sportversion mit 66 kW (90 PS) starkem 1,3-Liter-Motor), Brío, Spazio und Vivace, in der Regel angetrieben vom 1049-cm³-Motor, einer Benzinversion des 1,3-Liter-Motors oder dem 1,3-Liter-Diesel. In Argentinien entstanden insgesamt 232.807 Einheiten dieser Modelle.
1977 wurde der Kleintransporter Fiat Fiorino mit der Frontpartie des 127 und einem Kastenaufbau am Heck vom Fiat 127 abgeleitet.
In Jugoslawien wurde auf der Plattform des 127 der Yugo entwickelt, der in den USA zum Kultauto der späten 1980er-Jahre wurde.
In Griechenland fertigte Autokinitoviomihania Ellados auf Basis des Fiat 127 den Fiat Amico 127, ein offenes Mehrzweckfahrzeug.
Ebenso wurde der 127 bei Livingstone Motor Assemblers in Sambia montiert.

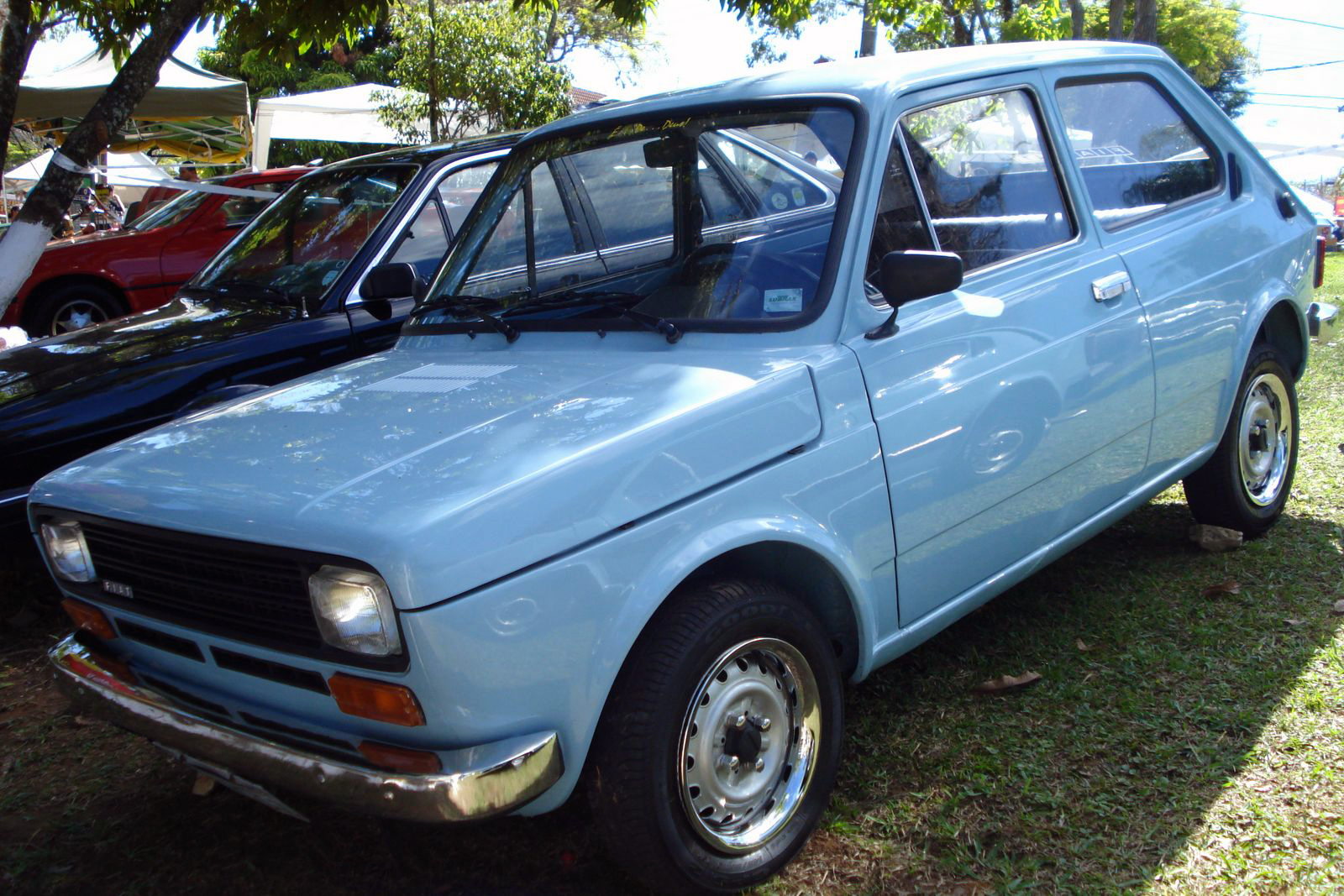
Brasilianischer Fiat 147 der ersten Serie
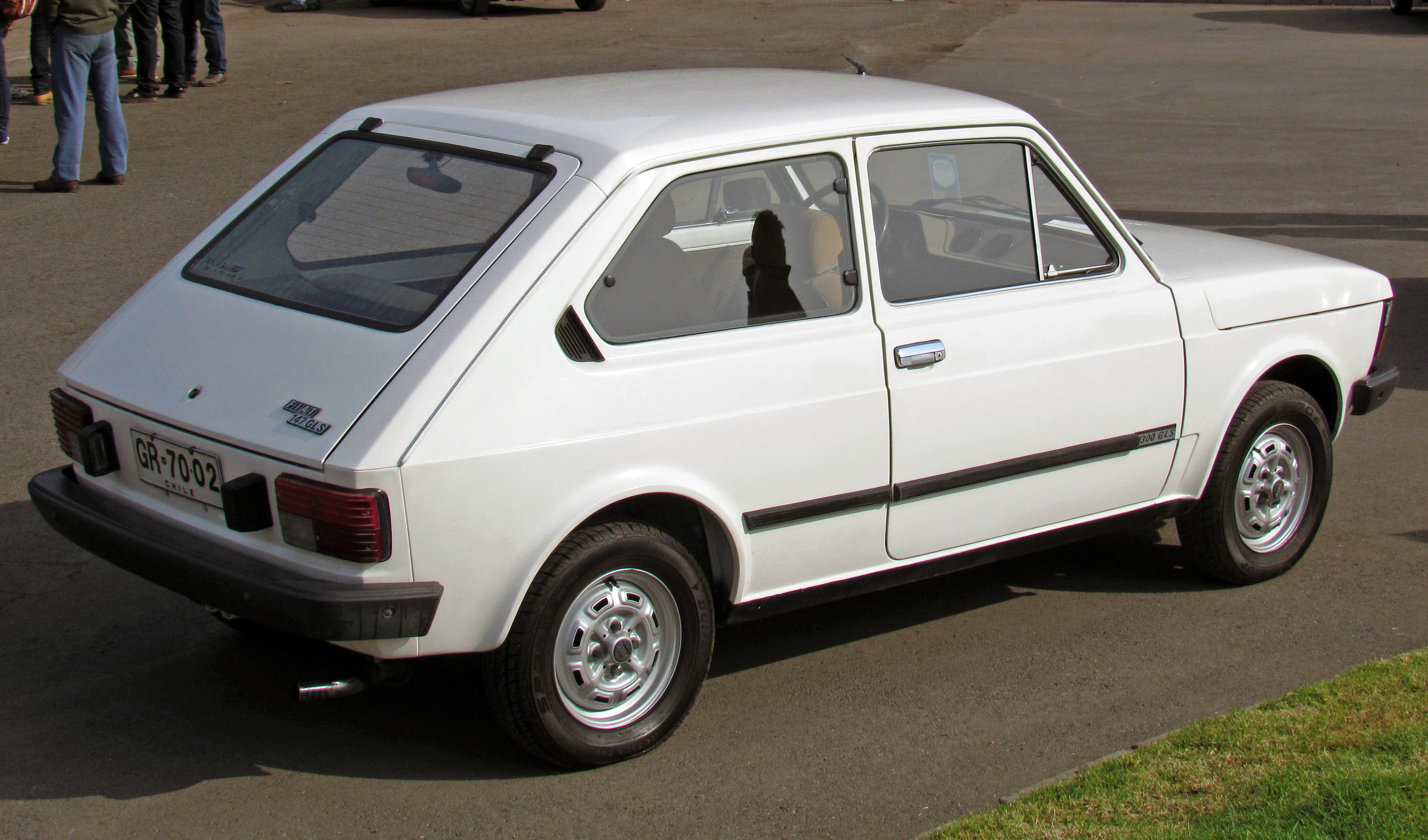
Brasilianischer Fiat 147
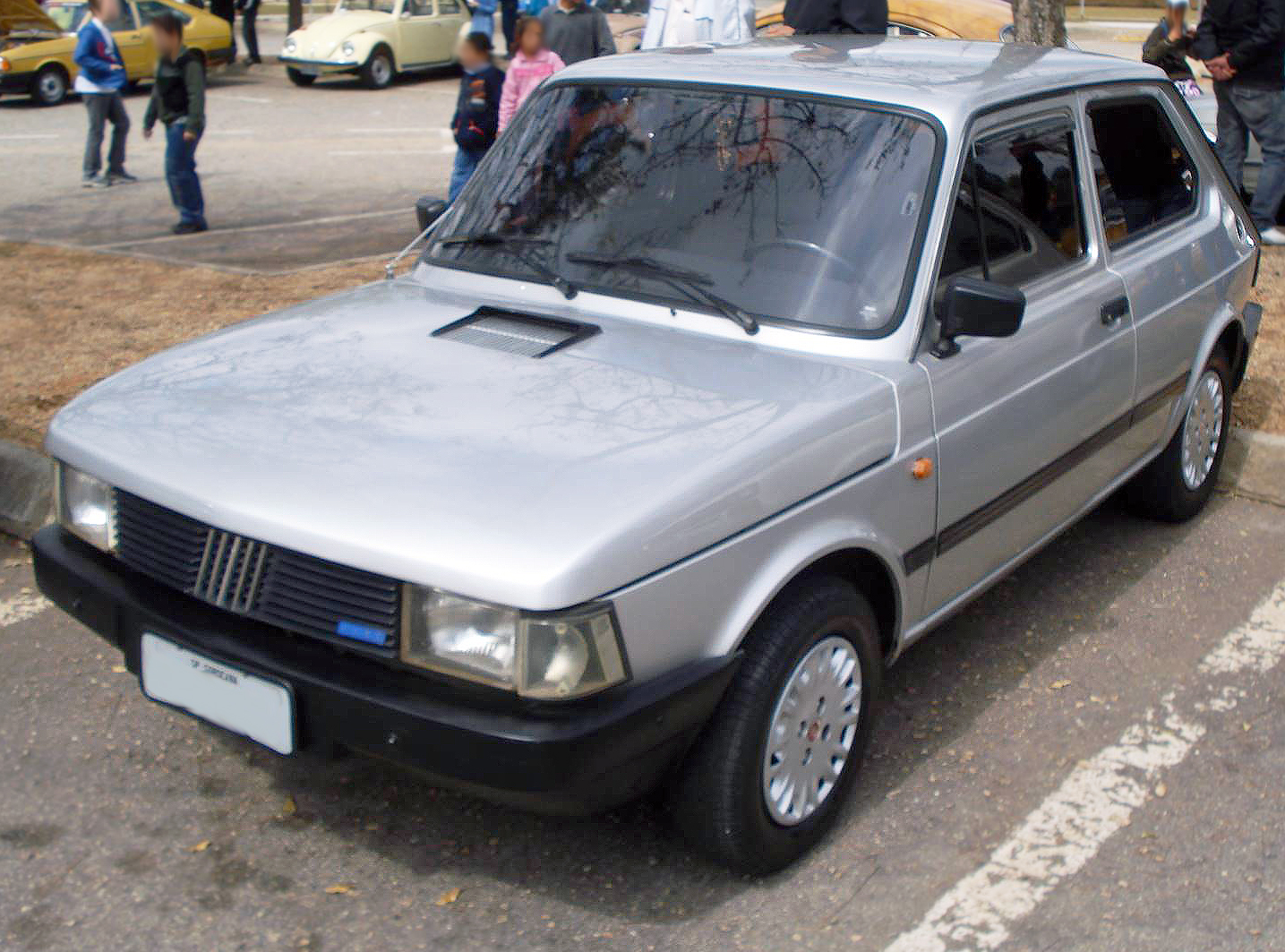
Später brasilianischer Fiat 147
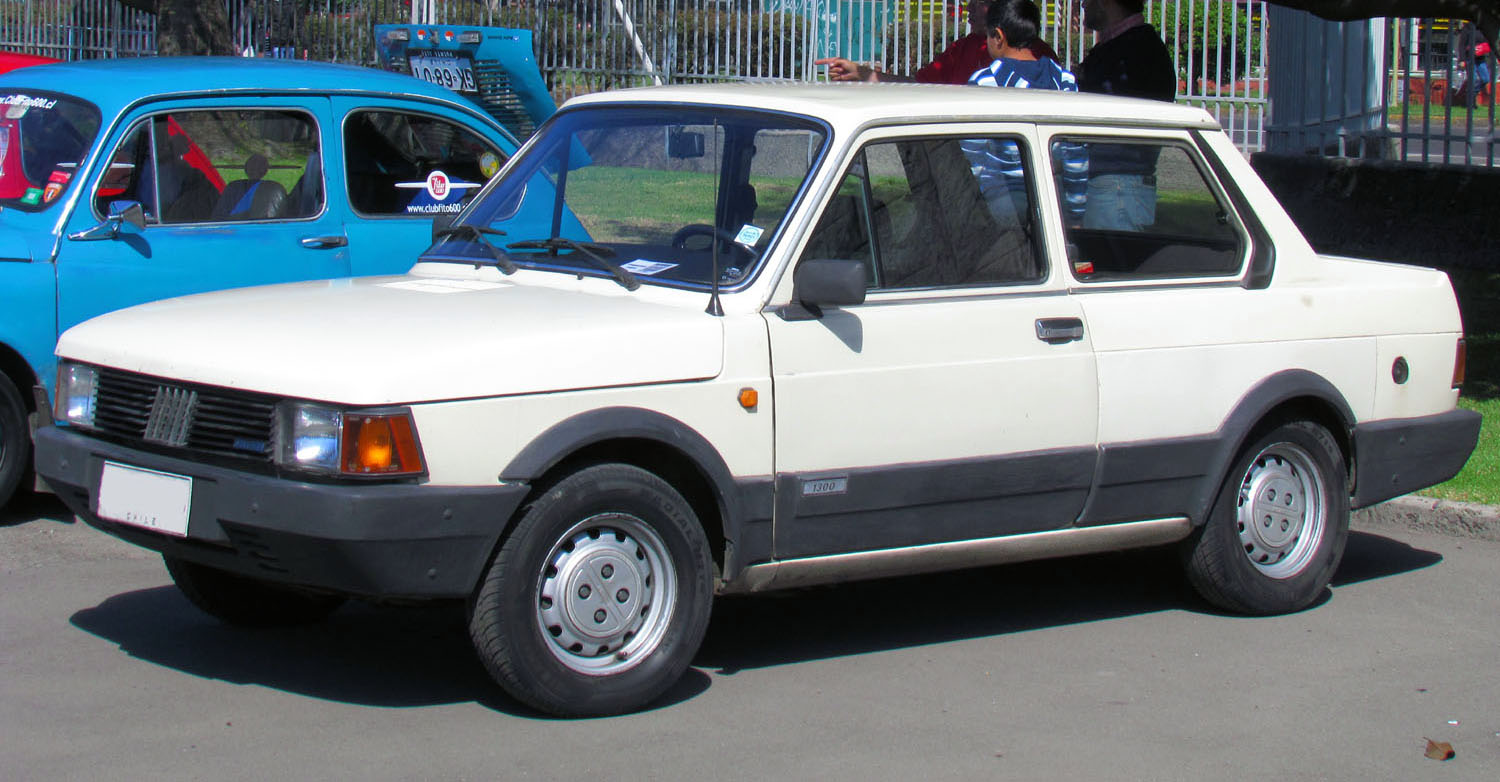
Fiat Oggi

## Abwandlungen

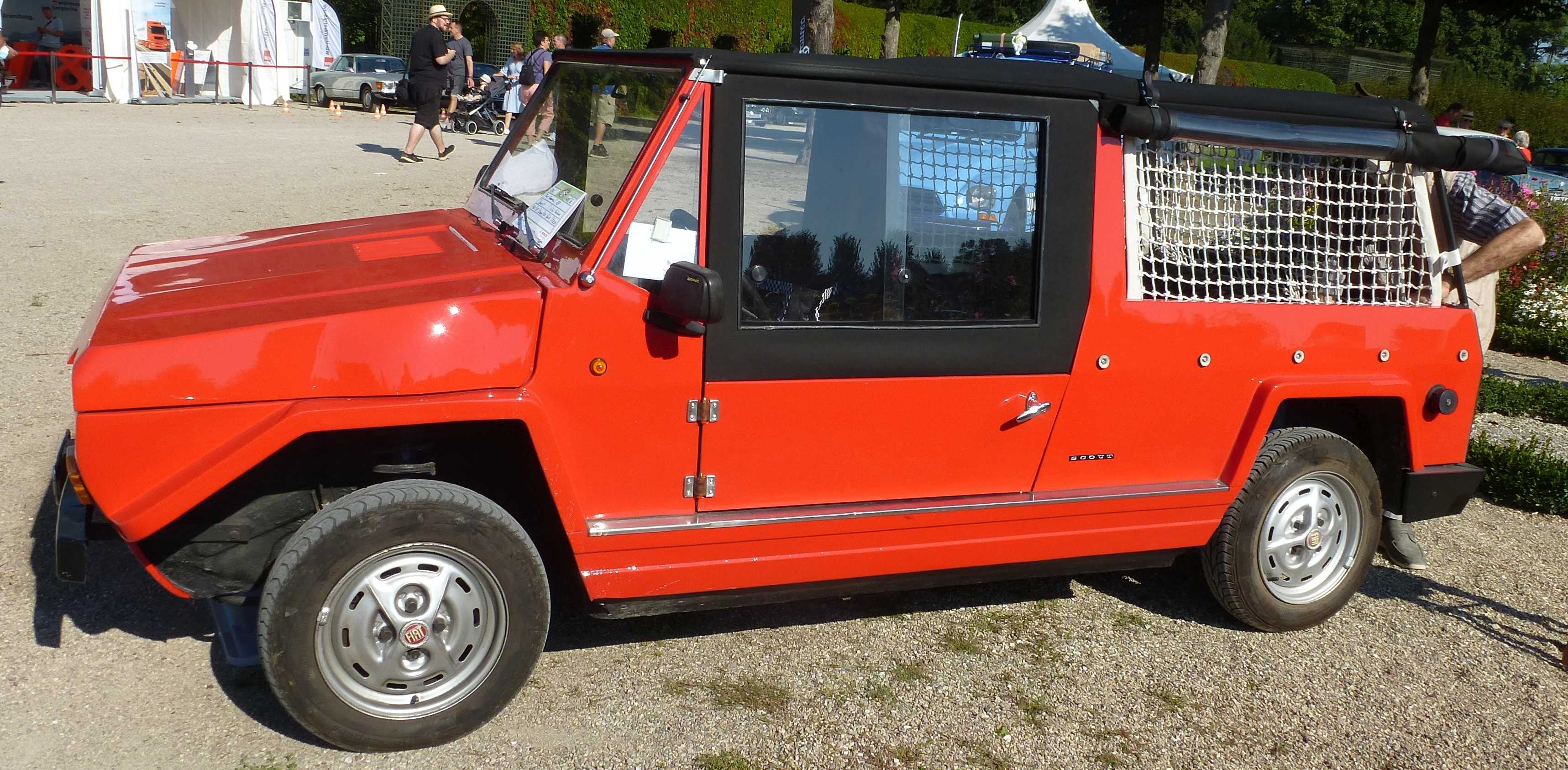
Fissore Scout (1978)

1971 stellte das italienische Karosseriewerk Fissore das offene Freizeitauto Fissore Scout vor. Das von Franco Maina entworfene Auto war vom französischen Citroën Méhari inspiriert, der seinerseits an die Tradition italienischer Strandwagen (Spiaggine) wie Fiat 600 Jolly und Michelotti Shellette anknüpfte. Der Scout nutzte die unveränderte Bodengruppe, das Fahrwerk und die Antriebstechnik des Fiat 127. Fissore baute den Scout bis 1982 in Serie und exportierte ihn europaweit. Außerdem gab es Lizenzproduktionen in Spanien, wo das Auto als Seat 127 Samba verkauft wurde, und in Griechenland (Ellados Amico 127).